# Kim Mulkey
Kimberly Duane Mulkey (nacida el 17 de mayo de 1962 en Santa Ana, California) es una exjugadora y entrenadora de baloncesto estadounidense. Consiguió dos medallas con Estados Unidos, entre mundiales y Juegos.